# بوب أرنوت
بوب أرنوت (بالإنجليزية: Bob Arnot)‏ هو صحفي أمريكي، ولد في 1952.

## وصلات خارجية
- بوب أرنوت على موقع IMDb (الإنجليزية)